# Phạm Dương Mại II
Phạm Dương Mại II (chữ Hán: 范阳迈二世, ?-455) là vua của Chăm Pa từ năm 431 tới khoảng năm 446.

## Trị vì
Không có thư tịch cổ nào nói về Phạm Dương Mại còn tồn tại. Những điều biết về ông đều thông qua cuốn Đại Việt sử ký toàn thư, mà các tác giả dựa vào sử liệu Trung Hoa cổ. Năm 431, Mại đem quân đánh Giao Châu, xin vua Phù Nam viện trợ nhưng bị từ chối. Cuối cùng, Mại bị quân Tống đánh lui. Tháng 5 năm 432, Phạm Dương Mại cho sứ sang triều cống Lưu Tống Văn Đế và nhân tiện xin được cai trị Giao Châu nhưng bị vua Tống từ chối. Mại xin không được, nên thường xuyên cho quân sang cướp phá Giao Châu và chuyển hướng sang người Khmer và chiếm được huyện Panduranga của người Khmer vào năm 433.

### Kết cục
Tháng 2 năm 436, Tống đế sai tướng Hoà Chi đem quân đánh Lâm Ấp. Dương Mại nghe tin, liền sai sứ xin giao nộp lại tất cả người Nhật Nam bị bắt và xin cống 1 vạn cân vàng và 10 vạn cân bạc. Vua Tống nhận cống, liện hạ chiếu bảo Hòa Chi: "Nếu Dương Mại thực có lòng thành, cũng cho quy thuận". Hòa Chi nhận được chiếu, liền đóng quân ở Chu Ngô thuộc quận Nhật Nam, rồi sai Hộ tào tham quân của phủ Thứ sử Giao Châu là Khương Trọng Cơ đến gặp Mại. Mại bắt giữ Cơ làm tù binh. Hòa Chi thấy Khương Trọng Cơ bị bắt, liền khởi binh đánh thành Khu Ấp (trên hữu ngạn sông Gianh), khi đó đang được Phạm Phù Long trấn giữ. Phạm Dương Mại sai Phạm Côn Sa Đạt đem quân ứng cứu, nhưng bị hạ tướng của Hoà Chi là Tông Xác phục kích chém chết. Quân Tông vây thành Khu Túc đến tháng 5 thì phá được thành. Phù Long tử trận. Quân Tống sau khi thắng trận, liền tiến đánh Tượng Phố (ở khoảng Trà Kiệu, huyện Duy Xuyên, tỉnh Quảng Nam ngày nay). Phạm Dương Mại dốc toàn lực ra ứng chiến. Dương Mại dùng quân thiết tượng, tức là voi được bọc giáp kín mít, trước sau không hở đánh quân Tống. Hoà Chi cho người làm hình nộm Sư tử khiến voi sợ hãi mà chạy.:39–41:324–325 Quân Lâm Ấp đại bại. Phạm Dương Mại phải trốn chay cùng gia quyến.